# Phố Marszałkowska, Warszawa
Marszałkowska (Đường Marshal) là một trong những con đường chính của trung tâm thành phố Warsaw. Nó liên kết Quảng trường Ngân hàng ở khu vực phía bắc của nó với Plac Unii Lubelskiej (Quảng trường Liên minh Lublin) ở phía nam.

## Lịch sử
Trái ngược với một truyền thuyết đô thị phổ biến gán tên con đường từ Nguyên soái Ba Lan Józef Piłsudski, tên đường phố thực sự liên quan đến Đại nguyên soái của thế kỷ 18 của Crown Franciszek Bieliński.
Đường phố Marszałkowska được thành lập bởi Franciszek Bieliński và mở cửa vào năm 1757. Sau đó, độ dài nó ngắn hơn nhiều, chỉ chạy từ Phố Królewska đến Phố Widok.
Đường phố gần như đã bị phá hủy hoàn toàn trong cuộc nổi dậy Warsaw năm 1944. Thời điểm xây dựng lại Warsaw sau Thế chiến II trùng hợp với sự xuất hiện của chủ nghĩa hiện thực xã hội chủ nghĩa, ảnh hưởng lớn đến kiến trúc đô thị xung quanh.

## Bộ sưu tập

### Hình ảnh lịch sử

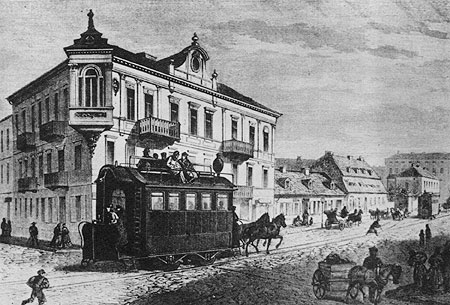
Phố Marszałkowska năm 1867
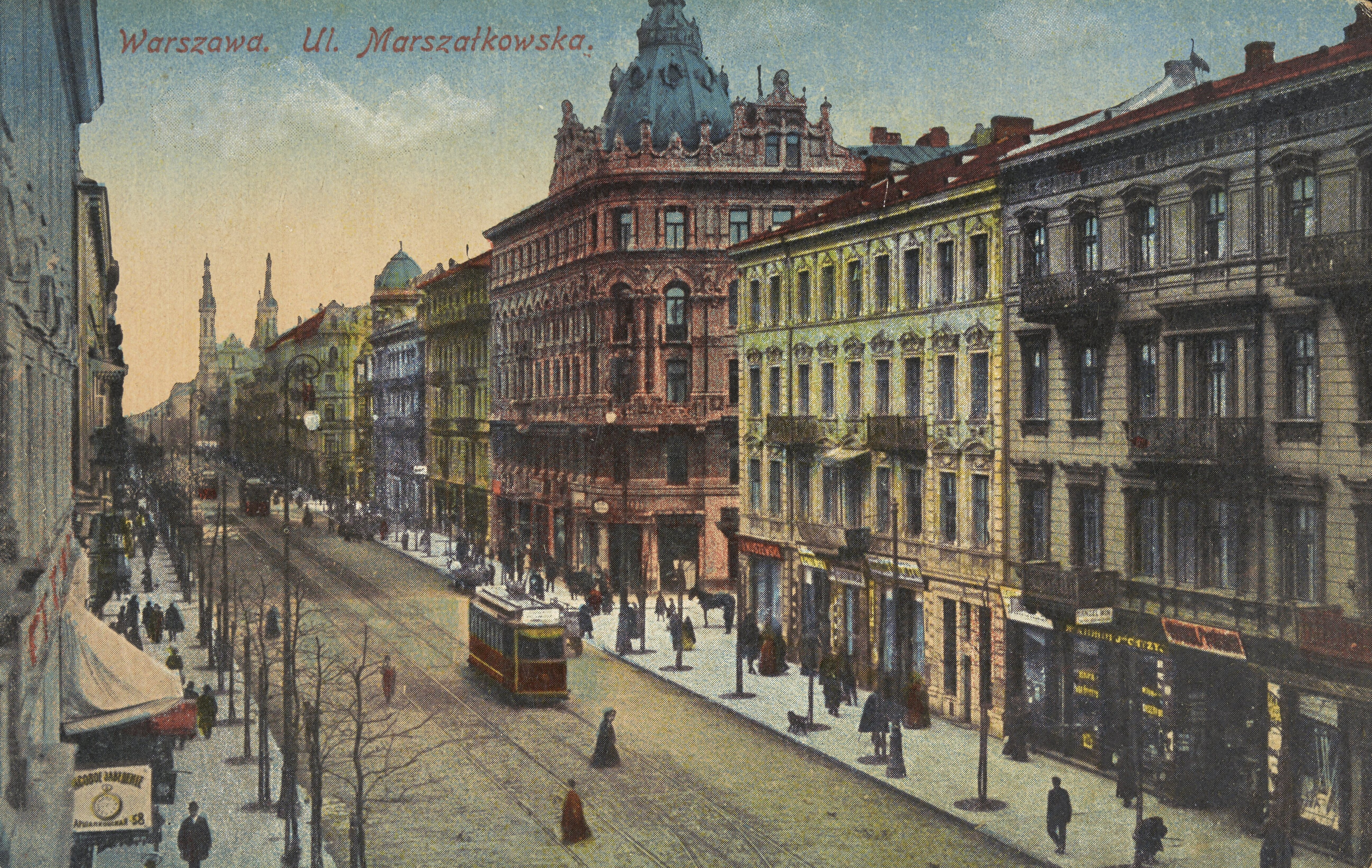
Tổng quan vào khoảng năm 1912
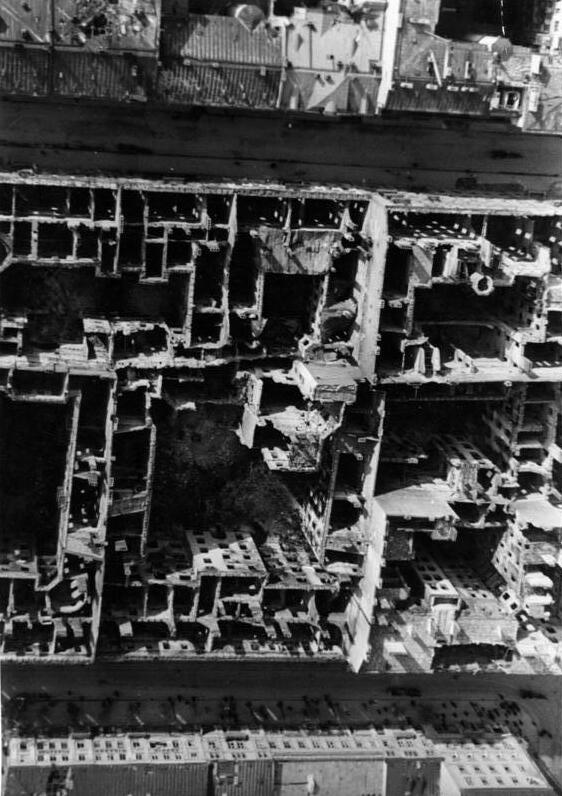
Warsaw trong Thế chiến II: nhà phố bị phá hủy giữa đường Zielna (trên cùng) và Marszałkowska (dưới cùng). Ở góc dưới bên phải tòa nhà Marszałkowska 156 ở góc với đường Królewskia, cũng có thể nhìn thấy Cung điện Bloch tại Marszałkowska 154. Tháng 9 năm 1939
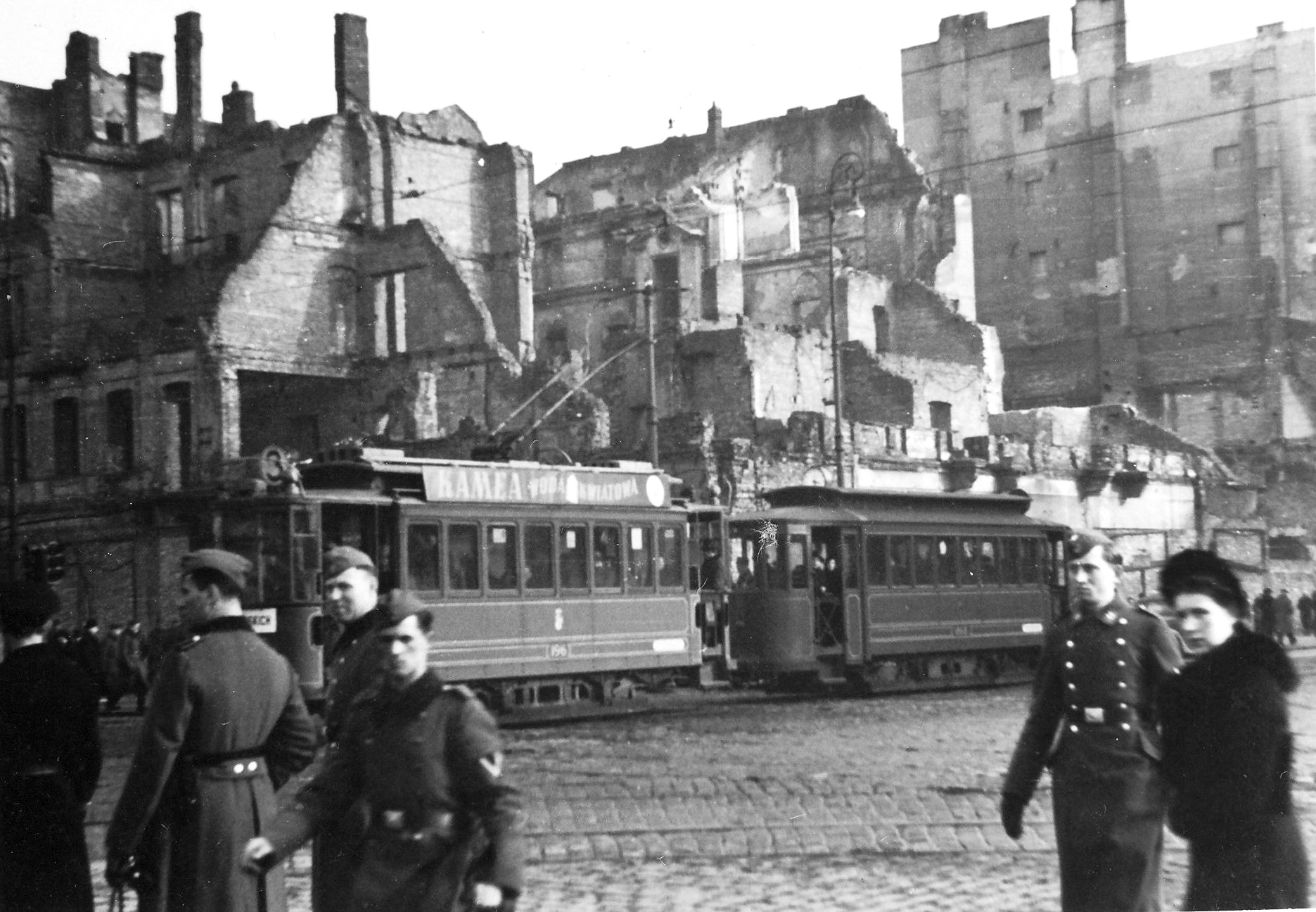
Giao lộ của đường Marszałkowska và đường Aleje Jerozolimskie ở Warsaw trong thời kỳ chiếm đóng của Đức. Xe điện số 3 có thể nhìn thấy với biển quảng cáo "Kamea woda kwiatowa". Đằng sau nó là tàn tích của nhà phố bị phá hủy năm 1939 tại Marszałkowska 98 / al. Jerozolimskie 33 đường phố.
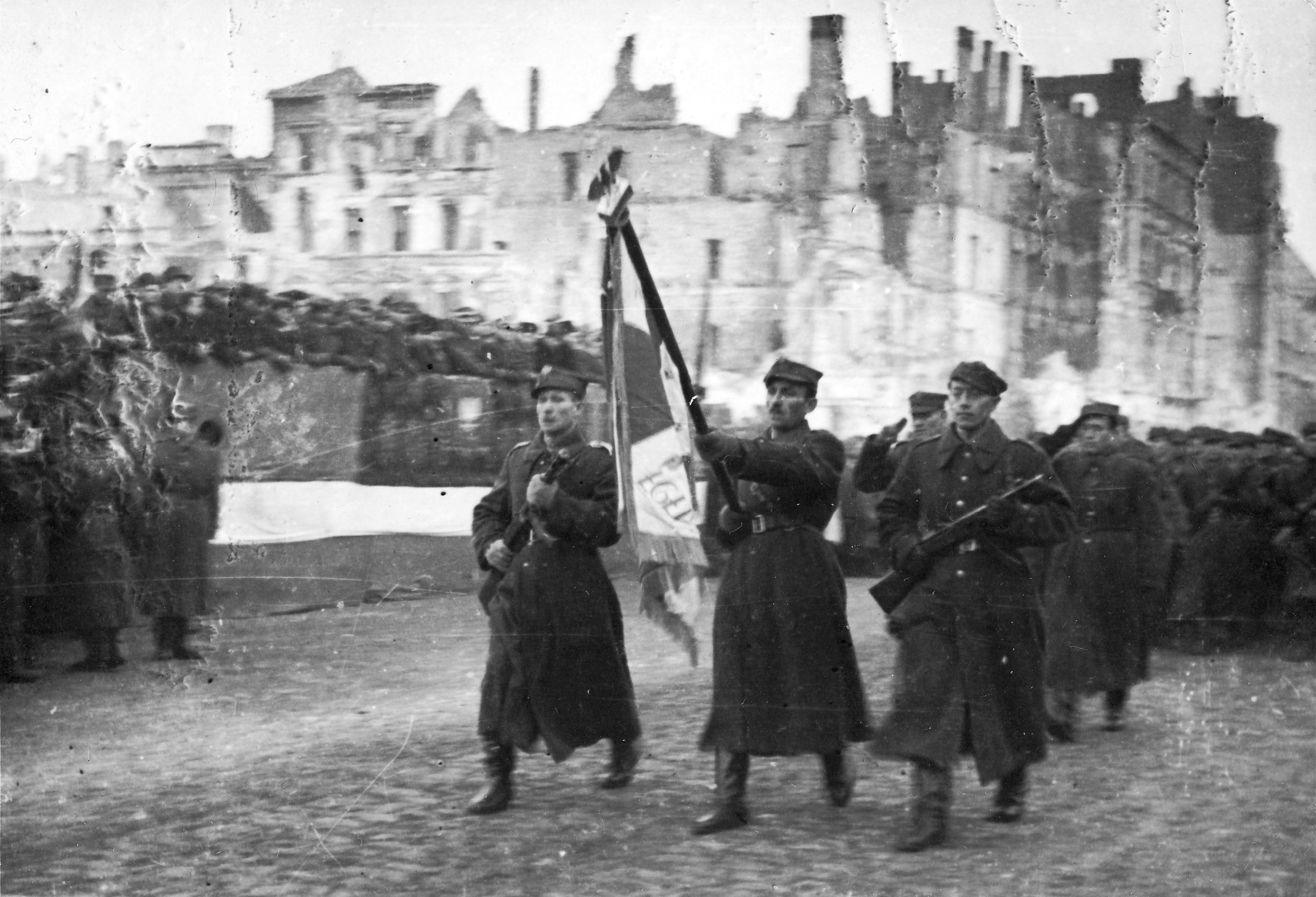
Ngay sau chiến tranh năm 1945

### Các tính năng (trước chiến tranh)

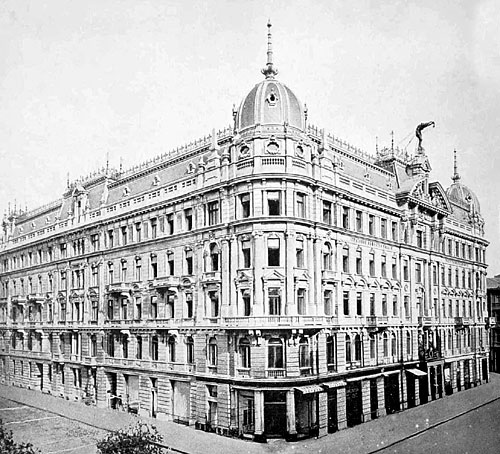
Công ty bảo hiểm "Rosja" năm 1901
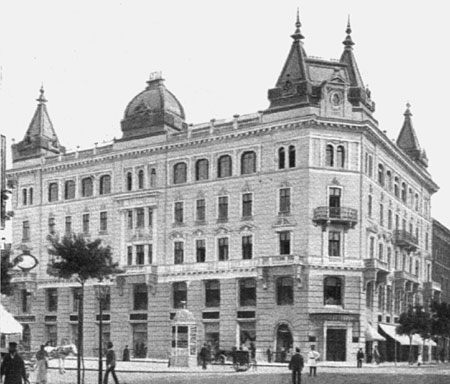
Herse Tenment vào năm 1904
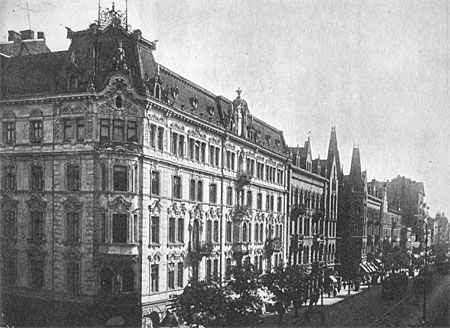
Rothberg Tenment năm 1914
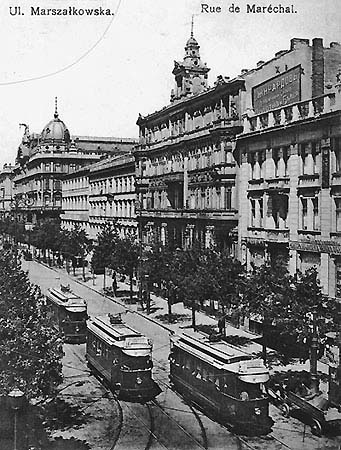
Marszałkowska năm 1914

## liên kết ngoài
Tư liệu liên quan tới Marszałkowska Street in Warsaw tại Wikimedia Commons
- Marszałkowska vào thế kỷ 19